# Antracoteri
Els antracoteris (Anthracotherium, ‘bèstia del carbó’) són un gènere d'ungulats extints caracteritzats per tenir 44 dents.
El nom li ve d'haver-se trobat entre els llits de lignit d'Europa.
Es consideren uns fòssils que indiquen la relació entre hipopotàmids i cetacis.